# Panasonic Lumix DMC-GF2
Panasonic Lumix DMC-GF2 är en Micro 4/3 systemkamera från Panasonic. Den är en uppföljare till GF1 och den största skillnaden modellerna emellan är pekskärmen, som används till att ställa in programläget istället för ett vred ovanpå kameran som på föregångaren.
Det är en mycket kompakt kamera med ett stort utbud av utbytbara objektiv, och möjligheten till adapters för andra optiksystem utökar möjligheterna avsevärt.